# Phiomicetus
Phiomicetus anubis ist ein früher Vertreter der Wale aus der Familie der Protocetidae, der vor 43 bis 42 Millionen Jahren im mittleren Eozän im heutigen Ägypten lebte.
Phiomicetus wurde 2008 in Al Amaim ausgegraben, das am südlichen Rand des Wadi Al-Ruwayan im Fayyum-Becken (Fayyum-Fossillagerstätte) in der westlichen Wüste Ägyptens liegt. Das Holotyp-Exemplar, MUVP500, ist das Teilskelett eines einzelnen Individuums, das den Schädel, den rechten Unterkiefer, einen unvollständigen linken Unterkiefer, mehrere Zähne, den fünften Halswirbel, den sechsten Brustwirbel, die sechste linke Rippe und eine rechte Rippe umfasst. Phiomicetus ist der erste ausgestorbene Wal, der von einem Team arabischer Paläontologen entdeckt, wissenschaftlich beschrieben und benannt wurde. Ein Team um Abdullah Gohar von der Mansoura University entdeckte ihn.
Der Gattungsname Phiomicetus leitet sich vom Fayyum-Becken ab, dem Typusort, an dem er entdeckt wurde, und dem lateinischen Begriff cetus, der Wal bedeutet. Der spezifische Name Anubis ist der altgriechische Begriff für Inpu oder Anpu, den altägyptischen Gott des Todes, der Mumifizierung, des Jenseits und der Unterwelt. Anubis wird normalerweise als Mann mit dem Kopf eines Hundes oder Schakals dargestellt. Die Entdecker wählten den Namen aufgrund der oberflächlichen Ähnlichkeit.
Phiomicetus wird in die semiaquatische Übergangsfamilie Protocetidae eingeordnet, von der es das basalste Mitglied ist. Wie alle Protocetiden hatte es große Vorder- und Hinterbeine, die den Körper an Land stützen konnten. Auch die langen Dornfortsätze an seinen Brustwirbeln deuten darauf hin, dass es in der Lage war, sein eigenes Gewicht an Land zu tragen. Seine Körperlänge wird auf 3 Meter und seine Körpermasse auf 600 Kilogramm geschätzt. Merkmale des Schädels und des Unterkiefers deuten darauf hin, dass Phiomicetus große Schläfenmuskeln im Kiefer hatte; In Kombination mit Zahnabnutzungsmustern deutet dies auf eine Ernährungsweise aus großen Fischen, Schildkröten und möglicherweise anderen Walen als Beute hin, ähnlich den heutigen robbenfressenden Killerwalen.